# Томкоды
Томкоды (лат. Microgadus) — род морских лучепёрых рыб из семейства тресковых. В состав рода включают два вида. Распространены в северо-восточной части Тихого (тихоокеанский томкод) и в северо-западной части Атлантического океана (атлантический томкод). Длина тела от 30,5 см (тихоокеанский томкод) до 38,1 см (атлантический томкод).

## Виды
- Microgadus proximus (Girard, 1854) — Тихоокеанский томкод, или американская тресочка
- Microgadus tomcod (Walbaum, 1792) — Атлантический томкод